# یوآنا شینکیویچ
یوآنا شینکیویچ (لهستانی: Joanna Sienkiewicz؛ زادهٔ ۱۷ ژوئیه ۱۹۵۲) بازیگر اهل لهستان است.
از فیلم‌ها یا مجموعه‌های تلویزیونی که وی در آن‌ها نقش داشته‌است، می‌توان به شال‌گردن زرد، حالا یا هرگز!، کونوپیلکا، ما همه مسیح هستیم، تبر، حوزه استحفاظی ۱۳، مارپیچ، در خوشی و سختی، کارآگاهان جنایی، پرستار کودک، ماگدا ام. و پدر متیو اشاره نمود.